# Олоф Ареніус
Олоф Ареніус (швед. Olof Arenius; 1700–1766) — шведський художник-портретист.

## Біографія
Народився 16 грудня 1700 в Уппсалі в родині вікарія, який працював у парафіях Бро і Ласса.
Після періоду вивчення теології в Уппсальському університеті Олоф вирішив стати художником, тому звернувся до придворного художника Давида фон Крафта й, таким чином, став одним із його учнів.

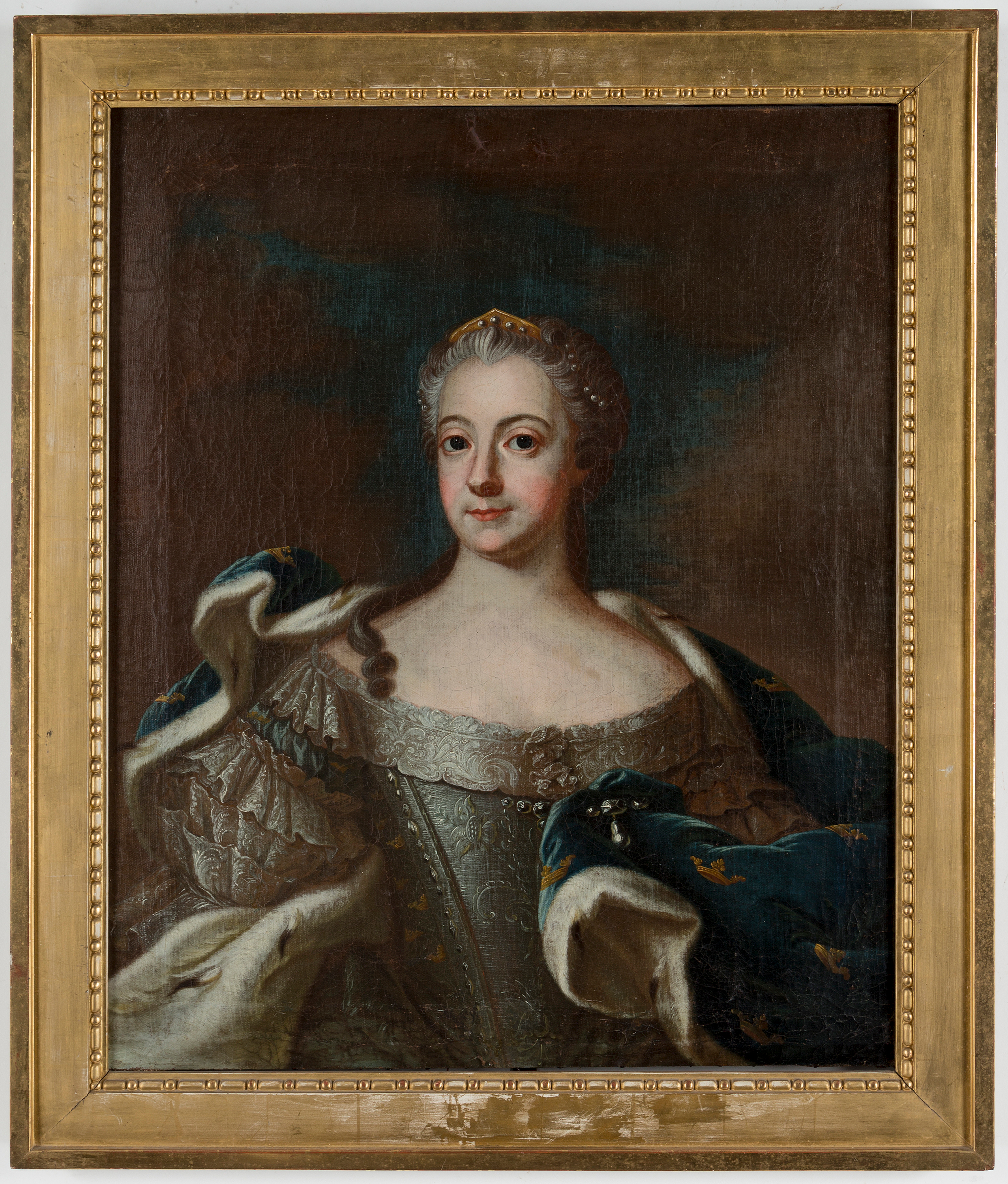
Портрет королеви Луїзи Ульріки Прусської

У 1729 році він поїхав до Нідерландів, де навчався у німецького художника Годфрі Неллера і шведського художника Міхаеля Даля. Під час перебування за кордоном він одружився з голландці.
Ареніус повернувся до Швеції в 1736 році і був призначений придворним живописцем при королі Фредріку I, швидко ставши затребуваним портретистом свого часу.
Роботи Олофа Ареніуса знаходяться в ряді музеїв Швеції, включаючи Національний музей.
Помер 5 травня 1766 року в Стокгольмі.